# Joey Kramer
Joseph Michael Kramer (* 21. červen 1950 Bronx, New York City, USA) je americký bubeník, který se nejvíce proslavil jako člen hardrockové skupiny Aerosmith, ve které působí od roku 1970.
Svým výrazným stylem se na zvuku alb podílel stejnou měrou jako Steven Tyler zpěvem nebo Joe Perry kytarou.
Hudebně se Joey Kramer začal "oťukávat" jako čtrnáctiletý v instrumentální skupině The Medallions] Náznaky jeho kariéry se však začaly objevovat až v pozdějším věku, kdy začal bubnovat na jedenáctikusové rhythm and bluesové soupravě bicích, kdy objevil hudbu, která měla sloužit jako jeho hlavní zdroj inspirace. Jako fanoušek bluesrockové hudby dokonce v roce 1969 navštívil legendární festival Woodstock, a to spolu s budoucím kolegou z Aerosmith, Stevenem Tylerem. Festival měl však hygienické zádrhely do té míry, že ho dvojice i rychle opustila. V r. 1970 se Joey opět spojil s kamarádem Tylerem, který spolu s kytaristou Joem Perrym a baskytaristou Tomem Hamiltonem vytvořili základ pro novou skupinu. Steven Tyler, nadějný textař, navíc přenechal svůj bubenický post a postavil se za mikrofon. Joey nastoupil na jeho místo a stal se neměnnou součástí kapely. Byl to také on, kdo pojmenoval nejúspěšnější americkou rockovou kapelu jako Aerosmith.

## Diskografie
S Aerosmith:
- Aerosmith (1973)
- Get Your Wings (1974)
- Toys in the Attic (1975)
- Rocks (1976)
- Draw the Line (1977)
- Live! Bootleg (1978) - živé album
- Night in the ruts (1979)
- Greatest Hits (1980) - výběr hitů
- Rock in a Hard Place (1982)
- Down With Mirrors (1985)
- Classics Live (1986) - živý dvojalbum
- Classic Live II (1986) - živý dvojalbum
- Permanent Vacation (1987)
- Gems (1988) - výběr hitů
- Pump (1989)
- Pandoras Box (1991) - výběr hitů
- Get a Grip (1993)
- Box of Fire (1994) - výběr hitů
- Big Ones (1994) - výběr hitů
- Nine Lives (1997)
- A Little South of Sanity (1998) - živý dvojalbum
- Just Push Play (2001)
- O Yeah! Ultimate Aerosmith Hits (2002) - výběr rockových klasik
- Honkin on Bobo (2004) - album blues-rockových coververzí
- Rockin the Joint (2005) - živé album
- Devils Got a New Disguise (2006) - výběr hitů